# Myrcianthes hallii
Myrcianthes hallii är en myrtenväxtart som först beskrevs av Otto Karl Berg, och fick sitt nu gällande namn av Mcvaugh. Myrcianthes hallii ingår i släktet Myrcianthes och familjen myrtenväxter. Inga underarter finns listade i Catalogue of Life.

## Bildgalleri

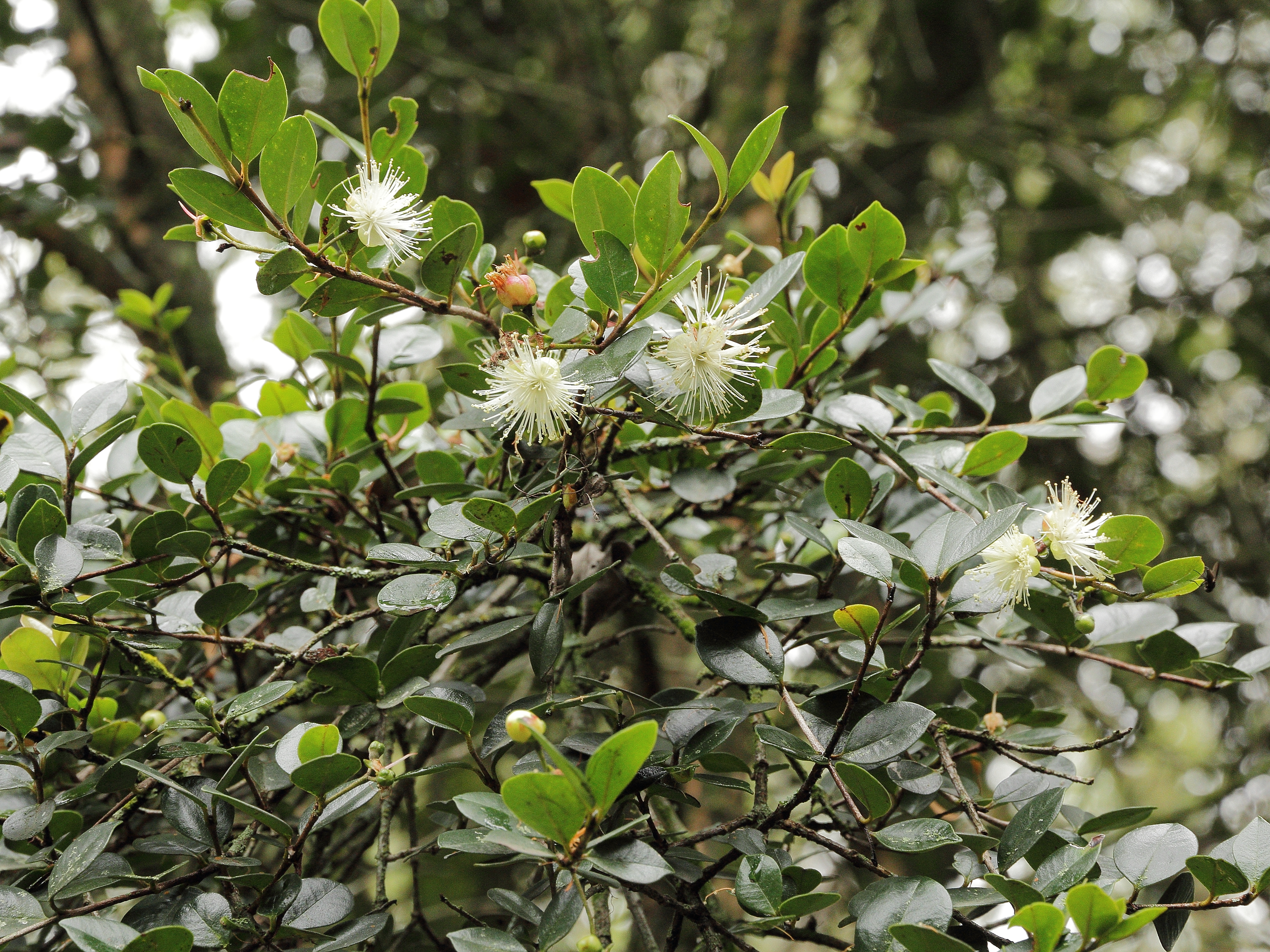
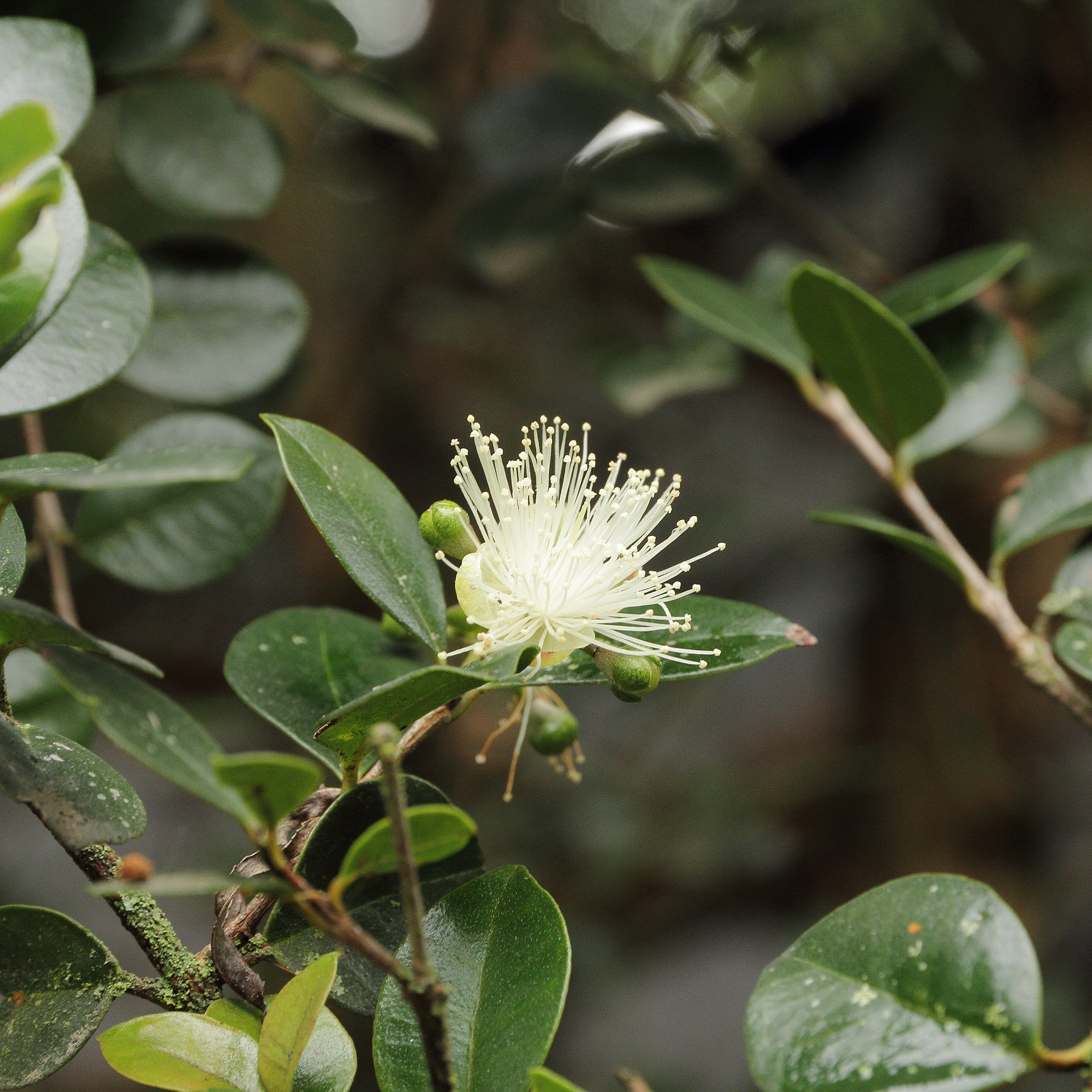